# WAVES
Pour les articles homonymes, voir Waves.

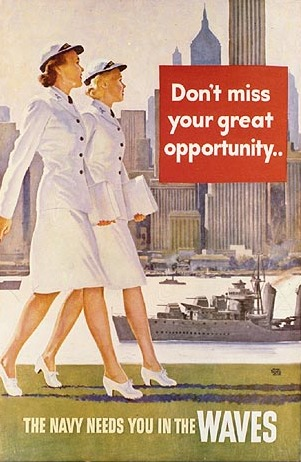
Une affiche de recrutement du WAVES.

L'United States Naval Reserve (Women's Reserve), mieux connue sous le nom de WAVES (acronyme de Women Accepted for Volunteer Emergency Service, « femmes acceptées pour le service d'urgence volontaire »), est la branche féminine de l'United States Navy Reserve pendant la Seconde Guerre mondiale.
Elle a été créée le 21 juillet 1942 par le Congrès des États-Unis et promulgué par le président des États-Unis Franklin Delano Roosevelt le 30 juillet. Cela autorise l'United States Navy à accepter des femmes dans la réserve navale en tant qu'officiers commissionnés et enrôlées, pour la durée de la guerre plus six mois.
Le but de la loi est de libérer les officiers et les hommes pour le service en mer et de les remplacer par des femmes dans les établissements à terre. Mildred H. McAfee (en) est la première directrice du WAVES.